# 優しいだけがオトコじゃない
『優しいだけがオトコじゃない』（やさしいだけがオトコじゃない）は、テレビ東京系列で1990年1月7日から2月11日に放送されたテレビドラマ。

## 概要
有川ひろみのエッセイ「男の『嘘と本音』がわかる本」を原案として脚色、結婚を夢見る若い男女の模様を当時の現代感覚で追って描いた。
大手電機メーカーのサラリーマンの真は、過去に多くの女性との浮名を流した末、ひろみとの結婚を決めて、結婚式の日を迎えた。真の幼馴染みの孝夫や大学の後輩の三奈子らが出席して式は華やかに進行していったが、孝夫の姉で離婚寸前だった純子が披露宴の場で酔って真の昔の醜聞を暴露、更に二次会では真が昔捨てたという女まで現れ、会場は大騒ぎに。そして一年後、真は相変わらず浮気性が抜けず、ひろみから離婚を宣言されてしまう…。

## キャスト
- 真：渡辺正行（コント赤信号）
- 孝夫：石井章雄（コント赤信号）
- 健二：小宮孝泰（コント赤信号）
- 三奈子：手塚理美
- ひろみ：杉本彩
- 純子：加賀まりこ
- 林（ひろみの同僚）：山口健次
- 千づる：奥貫薫
- あめくみちこ
- 柴田理恵
- 近藤芳正
- 涼一（純子の夫）：長塚京三

## スタッフ
- 原案：有川ひろみ
- 脚本：橋本以蔵
- 監督：真船禎
- プロデューサー：橋本以蔵
- チーフプロデューサー：渡辺つとむ
- 製作：テレビ東京、PDS

## サブタイトル
1. 恋・愛・性・嘘と本音そして結婚
2. 貴女をダメにする男
3. 心乱れて女の修羅場
4. 愛しても抱けない！
5. 下着で裏切る女の決断
6. 愛してもサヨナラ